# Head Phones President
Head Phones President (también conocido como HPP) es un grupo de metal japonés, formado en Tokio, el año 1999. Su sonido ha sido descrito como metal alternativo, metal progresivo, metal experimental y nu metal.
Se han presentado en varios festivales, incluyendo Loud Park 08, Taste of Chaos, Metal Female Voices Fest, compartiendo escenario con Slipknot, Avenged Sevenfold, Story of the Year e In This Moment. También han tocado en los Estados Unidos, Suecia, Australia, países vecinos de Asia y Sudamérica.

## Historia
Después de que la vocalista Anza Oyama terminara de presentarse en los musicales de Sailor Moon, en 1998, ella se embarcó en una carrera como solista por casi dos años recibiendo apoyo del guitarrista Hiro y su hermano Mar. Ellos tenían el deseo de tocar música más pesada, así que juntos formaron la banda Deep Last Blue. 

Pronto encontraron al bajista Kawady y al baterista Okaji y consiguieron lanzar su primer sencillo, "Escapism" en el año 2000 después de cambiar el nombre de la banda por Head Phones President. El bajista Kawady decide abandonar la banda poco después y fue reemplazado por Take el siguiente año.

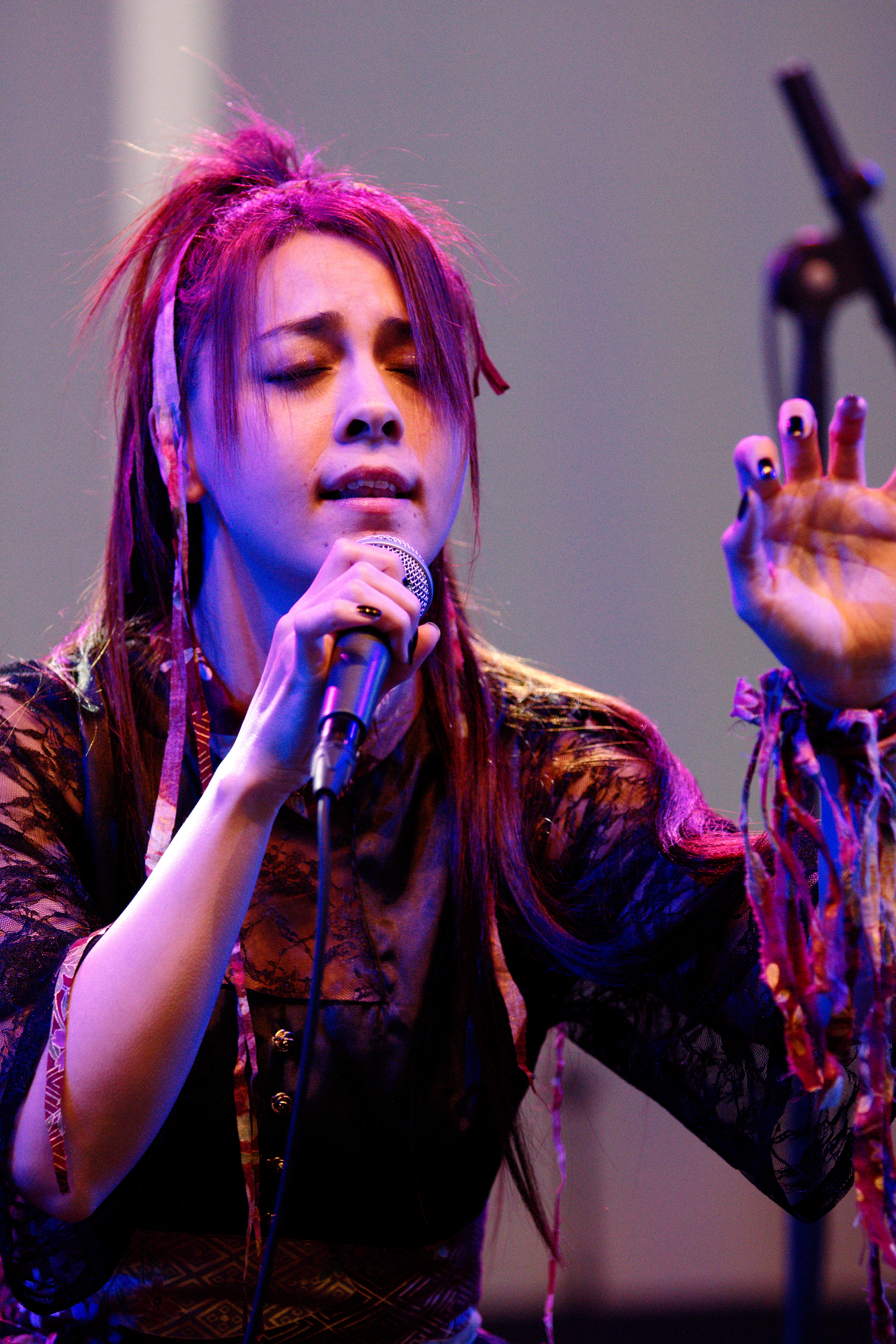
La vocalista Anza

El sencillo llegó al número 1 en las listas de Shibuya Tower Records llevando tres días de haber sido lanzado. Esto lo celebraron el mismo día, haciendo una presentación gratis en la tienda donde más de 300 personas asistieron para verlos.
Tocando en pequeños lugares por todo Japón, comenzaron a ganar más popularidad. En 2002 el grupo lanzó el EP titulado IP después del cual Take renunció debido a razones familiares y fue sustituido por Narumi. Ese año Head Phones Presidente tuvo su primera gira internacional, incluyendo una parada en la ciudad de Nueva York. 
Su primer álbum llamado "Vary" fue lanzado en finales del 2003; también llegó al número 1 en Tower Records de Japón, pero esta vez en las listas de bandas Indies. Luego de esto retornaron a América para otro tour corto y comenzaron a estar sus CD disponibles a la venta en los Estados Unidos. 
Okaji dejó la banda en octubre de 2004, deseando hacer su propia música. Ellos reclutaron al baterista de apoyo Batch en enero de 2005 (fue nombrado miembro oficial en 2009). Continuaron su gira por Japón, tomando pausas intermitentes para permitir a Anza trabajar en su carrera como solista.
Head Phones President lanzó su primer DVD, Toy's Box, en agosto de 2006. La banda deseaba viajar por Europa, y en febrero de 2007, fueron a Suecia para dos presentaciones. En noviembre, actuaron en la Pacific Media Expo en Los Ángeles, California. Su segundo álbum "Folie a Deux" fue lanzado el 12 de diciembre de 2007.
En julio de 2008, tocaron en el Formoz Music Festival en Taipéi, Taiwán, y volverían a la ciudad de nuevo en julio de 2009. El 7 de octubre de 2009, el miniálbum Prodigium fue lanzado bajo el sello Spiritual Beast, y fue masterizado en West Side Music por Alan Douches (Mastodon, The Agonist).

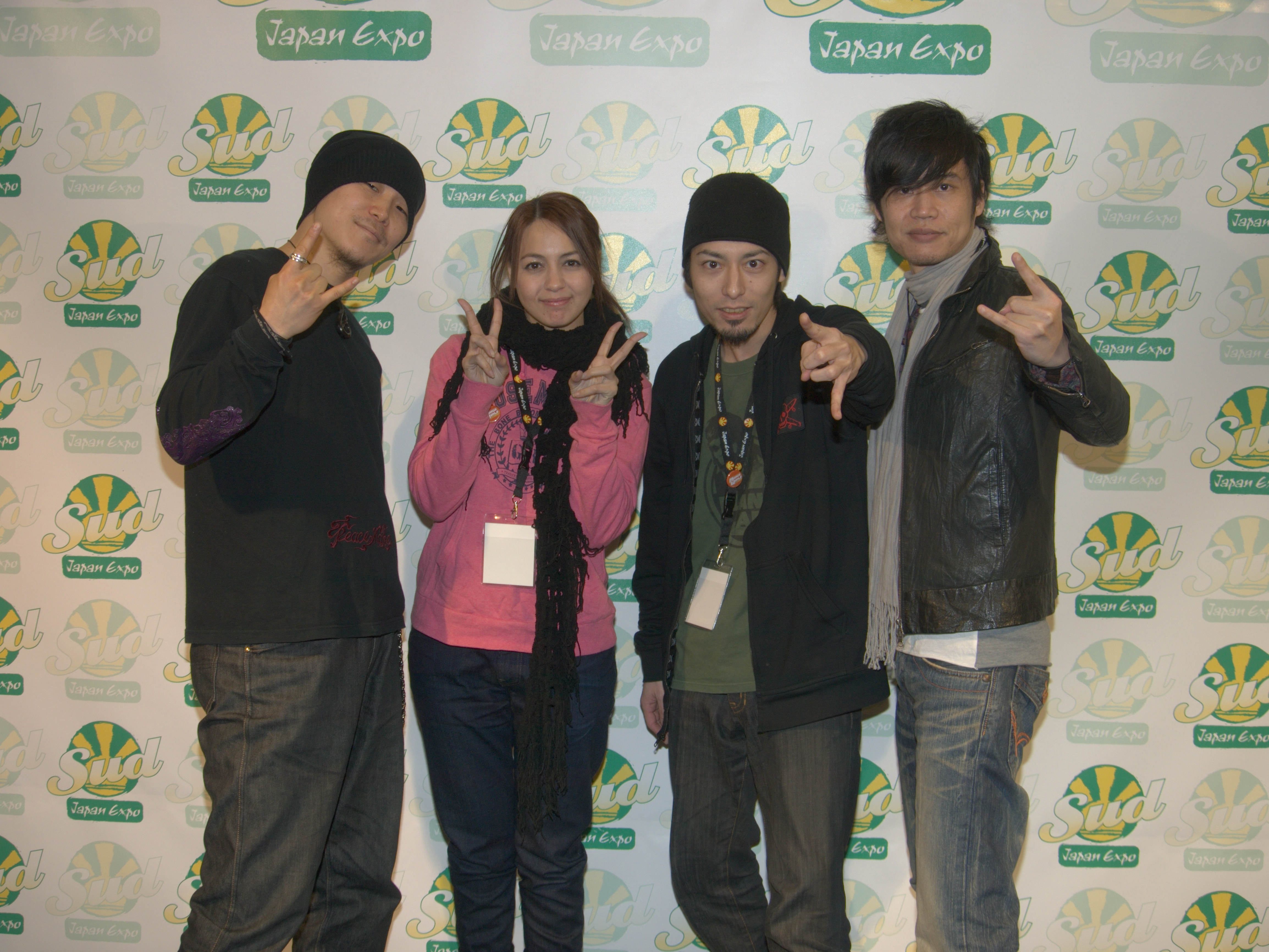
La banda presente en el Japan Expo Festival 2011 realizado en Francia.

El 3 de septiembre de 2010, lanzaron el álbum Pobl Lliw, que incluye versiones reordenadas de viejas canciones así como algunas canciones nuevas. El 19 de septiembre de 2010, Head Phones President se presentó en D'erlanger's Abstinence's Door #005 con Defspiral y Girugamesh. El concierto fue transmitido en vivo en todo el mundo en Ustream.tv.  La banda regresó a Nueva York para tocar tres fechas como parte dele vento musical Frank Wood's 10 Days of Wood en noviembre. El 24 de noviembre de 2010, la banda anunció que el guitarrista Mar había renunciado a la banda debido a razones personales no especificadas. La banda le deseó buena suerte públicamente y declaró que continuarían sus actividades sin él.
El 2 de abril de 2012, Head Phones President lanzó "Purge the World", un sencillo conmemorativo por su gira en Estados Unidos que comenzó el 6 de abril. El tercer álbum de estudio Stand in the World fue lanzado el 6 de junio de 2012. En diciembre de 2013, la banda fue a una gira de cuatro días en China que los llevó a Hong Kong, Guangzhou, Beijing y Shanghái.
Head Phones President lanzó su cuarto álbum Disillusion el 6 de agosto de 2014. También se presentaron en Yoko Fest The Final el 12 de septiembre en memoria del fallecido bajista y líder de United y en el Metal Female Voices Fest de Bélgica los días 17 y 19 de octubre de 2014.  La banda lanzó su primer álbum recopilatorio Alteration el 18 de noviembre de 2015, que también incluye seis remixes, en celebración del 15 aniversario de su primer EP. Días antes del lanzamiento del recopilatorio, lanzaron un video musical de "Failed", canción nueva que se incluiría en el disco.
La música de Head Phones President fue el origen del musical de rock Stand in the World escrito y dirigido por Shohei Hayashi, que se desarrolló en el Tokyo Arts Centre del 11 al 13 de junio de 2016. La banda se presentó durante el show que protagonizaron Erika Yamakawa, Manabu Oda y Hikari Ono.
El 24 de abril del 2017 lanzaron el video musical de "Alive" , canción que se incluiría en su siguiente disco. Su quinto álbum de estudio, Realize, fue lanzado el 17 de mayo de 2017.

## Miembros
- Anza Oyama  – Vocalista (1999–al presente)
- Hiroaki "Hiro" Saito – Guitarra  (1999– al presente)
- Ryuichiro Narumi – Bajo (2002–al presente)
- Batch – Batería (2009–al presente, miembro de apoyo durante 2005–2009)

### Miembros antiguos
- Kawady – Bajo (2000)
- Take – Bajo (2002)
- Okaji – Batería (2000–2004)
- Mar – Guitarra  (1999–2010)

## Discografía
Álbumes
- Vary (25 de abril de 2003)
- Folie a Deux (12 de diciembre de 2007)
- Stand in the World (6 de junio de 2012)
- Disillusion (6 de agosto de 2014)
- Realize (17 de mayo de 2017)

Otros álbumes
- Pobl Lliw (3 de septiembre de 2010, self-cover)
- Alteration (18 de noviembre de 2015, recopilatorio)

EPs
- ID (9 de febrero de 2002)
- Vacancy (23 de noviembre de 2005)
- Prodigium (7 de octubre de 2009)

Sencillos
- Escapism (6 de diciembre de 2000)
- Crap Head (16 de mayo de 2001)
- De Ja Dub (23 de abril de 2004)
- Whiterror (6 de junio de 2005)
- Purge the World (2 de abril de 2012), solo en Estados Unidos.

DVD
- Toy's Box (30 de agosto de 2006)
- Paralysed Box (29 de octubre de 2008)
- Delirium (6 de julio de 2011)
- Stand in the World - The Rock Musical Show (28 de diciembre de 2016)